# Gobiinae
Gobiinae (лат.) — подсемейство рыб из семейства бычковых (Gobiidae). Включает почти 2000 видов в 149 родах.
Подсемейство Gobiinae является космополитом. Большинство видов — хищники, некоторые едят водоросли. В основном территориальные животные, некоторые — колониальные. Большинство видов в длину менее 10 см, в том числе обитающий в Индо-Тихоокеанской области Trimmatom nanus, до 2004 года считавшийся самым мелким видом рыб, — не более 10 мм в длину; Glossogobius giuris может быть до 50 см. В основном донные животные; Sufflogobius bibarbatus — пелагический вид. У многих видов брюшные плавники срослись в присоску. Некоторые виды образуют симбиоз с роющими креветками. Elacatinus — животные-чистильщики. Многие виды популярны в качестве аквариумных животных. Как правило, не размножаются в неволе, а некоторые виды стали редкими из-за разрушения среды обитания и чрезмерного вылова.

## Роды
- Acentrogobius Bleeker, 1874 — Ацентрогобиусы[2]
- Afurcagobius Gill, 1993
- Akko Birdsong & Robins, 1995
- Amblyeleotris Bleeker, 1874 — Рифовые элеотрисы, или амблиэлеотрисы[3]
- Amblygobius Bleeker, 1874 — Амблигобиусы
- Amoya Herre, 1927
- Anatirostrum Iljin, 1930 — Пуголовки-утконосы
- Ancistrogobius Shibukawa, Yoshino & Allen, 2010
- Antilligobius Van Tassell & Tornabene, 2012
- Aphia Risso, 1827 — Афии
- Arcygobius Larson & Wright, 2003
- Arenigobius Whitley, 1930
- Aruma Ginsburg, 1933
- Asra Iljin, 1941 — Каспийские бычки-асра
- Asterropteryx Rüppell, 1830 — Астероптериксы
- Aulopareia — Smith, 1945
- Austrolethops Whitley, 1935
- Babka — Iljin, 1927
- Barbulifer Eigenmann & Eigenmann, 1888 — Барбулиферы
- Barbuligobius Lachner & McKinney, 1974 — Барбулигобиусы
- Bathygobius Bleeker, 1878 — Батигобиусы
- Benthophiloides Beling & Iljin, 1927
- Benthophilus Eichwald, 1831 — Пуголовки
- Bollmannia Jordan, 1890 — Больмании
- Bryaninops Smith, 1959
- Buenia Iljin, 1930 — Буэнии
- Cabillus Smith, 1959 — Кабиллусы
- Caffrogobius Smitt, 1900
- Callogobius Bleeker, 1874 — Каллогобиусы
- Caspiosoma Iljin, 1927 — Каспиосомы
- Chriolepis Gilbert, 1892
- Chromogobius de Buen, 1930 — Хромогобиусы
- Corcyrogobius Miller, 1972 — Корцирогобиусы
- Coryogalops Smith, 1958
- Coryphopterus Gill, 1863 — Корифоптерусы
- Cristatogobius Herre, 1927 — Кристатогобиусы
- Croilia Smith, 1955 — Кроилы
- Cryptocentroides Popta, 1922 — Криптоцентроиды
- Cryptocentrus Valenciennes, 1837 — Криптоцентрусы
- Crystallogobius Gill, 1863 — Кристаллогобиусы
- Ctenogobiops Smith, 1959 — Ктеногобиусы
- Deltentosteus Gill, 1863
- Didogobius Miller, 1966
- Discordipinna Hoese & Fourmanoir, 1978
- Drombus Jordan & Seale, 1905
- Ebomegobius Herre, 1946
- Echinogobius Iwata, Hosoya & Niimura, 1998
- Economidichthys Bianco, Bullock, Miller & Roubal, 1987
- Egglestonichthys Miller & Wongrat, 1979
- Ego (рыбы) Randall, 1994
- Elacatinus Jordan, 1904
- Eleotrica Ginsburg, 1933
- Enypnias Jordan & Evermann, 1898
- Evermannia Jordan, 1895
- Evermannichthys Metzelaar, 1919
- Eviota Jenkins, 1903 — Эвиоты
- Exyrias Jordan & Seale, 1906 — Эксириасы
- Favonigobius Whitley, 1930 — Фавонигобиусы
- Feia Smith, 1959 — Феи (рыбы)
- Fusigobius Whitley, 1930 — Фусигобиусы
- Gammogobius Bath, 1971
- Ginsburgellus Böhlke & Robins, 1968
- Gladiogobius Herre, 1933 — Гладиогобиусы
- Glossogobius Gill, 1859 — Глоссогобиусы
- Gobiodon Bleeker, 1856 — Зубатые бычки
- Gobiopsis Steindachner, 1861 — Гобиопсисы
- Gobiosoma Girard, 1858 — Гобиосомы
- Gobius Linnaeus, 1758 — Бычки (род)
- Gobiusculus Duncker, 1928 — Бычки-гобискулюсы
- Gobulus Ginsburg, 1933 — Гобулюсы
- Gorogobius Miller, 1978
- Grallenia Shibukawa & Iwata, 2007
- Gymneleotris Bleeker, 1874
- Hazeus Jordan & Snyder, 1901 — Газеи
- Hetereleotris Bleeker, 1874
- Heterogobius Bleeker, 1874
- Heteroplopomus Tomiyama, 1936 — Гетероплопомы
- Hyrcanogobius Iljin, 1928 — Гирканогобиусы
- Istigobius Whitley, 1932 — Истигобиусы
- Kelloggella Jordan & Seale, 1905 — Келлоггеллы
- Knipowitschia Iljin, 1927 — Бычки Книповича
- Koumansetta Whitley, 1940
- Larsonella Randall & Senou, 2001
- Lebetus Winther, 1877
- Lesueurigobius Whitley, 1950
- Lobulogobius Koumans, 1944
- Lophiogobius Günther, 1873 — Лофиогобиусы, или бычки-черти
- Lophogobius Gill, 1862 — Лофогобусы
- Lotilia Klausewitz, 1960 — Лотилии
- Lubricogobius Tanaka, 1915 — Слизистые бычки
- Luposicya Smith, 1959 — Лупосиции
- Lythrypnus Jordan & Evermann, 1896 — Литрипнусы
- Macrodontogobius Herre, 1936 — Большезубые бычки
- Mahidolia Smith, 1932 — Махидории
- Mangarinus Herre, 1943 — Мангаринусы
- Mauligobius Miller, 1984
- Mesogobius  Bleeker, 1874 — Мартовики
- Microgobius — Poey, 1876, или Малые бычки
- Millerigobius Bath, 1973
- Minysicya Larson, 2002
- Mizogobius  Geetakumari & Vishwanath, 2012
- Myersina Herre, 1934 — Майерсины
- Nematogobius Boulenger, 1910
- Neogobius  Iljin, 1927 — Черноморско-каспийские бычки
- Nes Ginsburg, 1933
- Nesogobius Whitley, 1929
- Obliquogobius Koumans, 1941
- Odondebuenia de Buen, 1930
- Ophiogobius Gill, 1863
- Oplopomops Smith, 1959
- Oplopomus Valenciennes, 1837 — Оплопомусы
- Opua Jordan, 1925
- Padogobius Berg, 1932
- Palatogobius Gilbert, 1971
- Palutrus Smith, 1959
- Parachaeturichthys Bleeker, 1874 — парахетурихты
- Paragobiodon Bleeker, 1873 — Парагобиодоны, или волосоголовые бычки
- Paratrimma Hoese & Brothers, 1976
- Pariah Böhlke, 1969
- Parkraemeria Whitley, 1951 — Паркремерии
- Parrella Ginsburg, 1938
- Pascua Randall, 2005
- Phoxacromion Shibukawa, Suzuki & Senou, 2010
- Phyllogobius Larson, 1986
- Platygobiopsis Springer & Randall, 1992 — Африканские пресноводные бычки
- Pleurosicya Weber, 1913 — Плевросиции
- Polyspondylogobius Kimura & Wu, 1994
- Pomatoschistus Gill, 1863 — Бычки-бубыри
- Ponticola  Iljin, 1927
- Porogobius Bleeker, 1874
- Priolepis Valenciennes, 1837 — Приолеписы
- Proterorhinus  Smitt, 1900 — Тупоносые бычки
- Psammogobius Smith, 1935
- Pseudaphya Iljin, 1930
- Psilogobius Baldwin, 1972 — Псилогобиусы
- Psilotris Ginsburg, 1953
- Pycnomma Rutter, 1904
- Rhinogobiops Hubbs, 1926
- Risor Ginsburg, 1933
- Robinsichthys Birdsong, 1988
- Signigobius Hoese & Allen, 1977
- Silhouettea Smith, 1959 — Силуэттеи
- Siphonogobius Shibukawa & Iwata, 1998
- Speleogobius Zander & Jelinek, 1976
- Stonogobiops Polunin & Lubbock, 1977
- Sueviota Winterbottom & Hoese, 1988
- Sufflogobius Smith, 1956
- Thorogobius Miller, 1969
- Tigrigobius Fowler, 1931
- Tomiyamichthys Smith, 1956
- Trimma Jordan & Seale, 1906 — Триммы
- Trimmatom Winterbottom & Emery, 1981
- Tryssogobius Larson & Hoese, 2001
- Valenciennea Bleeker, 1856
- Vanderhorstia Smith, 1949 — Вандерхорстии
- Vanneaugobius Brownell, 1978
- Varicus Robins & Böhlke, 1961
- Vomerogobius Gilbert, 1971
- Wheelerigobius Miller, 1981
- Yoga  Whitley, 1954
- Yongeichthys Whitley, 1932 — Бычки-йонгеихты
- Zebrus de Buen, 1930
- Zosterisessor Whitley, 1935